# 龙眠街道
龙眠街道，是中华人民共和国安徽省安庆市桐城市下辖的一个乡镇级行政单位。

## 行政区划
龙眠街道下辖以下地区：
太平社区、城郊社区、沿河社区、白马社区、长生社区、东关社区、王墩村、陈庄村、和平村、东盛村、黄岗村、涧桥村、蔡店村、蒋山村、凤形村、龙眠村、双溪村和黄燕村。